# Meteorus arcticus
Meteorus arcticus är en stekelart som beskrevs av Papp 1989. Meteorus arcticus ingår i släktet Meteorus och familjen bracksteklar. Inga underarter finns listade i Catalogue of Life.